# Phowa

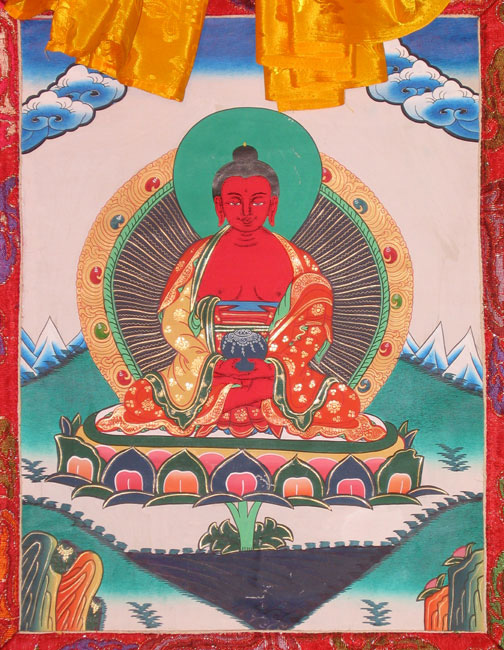
Buda Amitābha

Phowa (pronunciación: po-ba) es un término tibetano que puede ser traducido como Práctica de la muerte consciente, o Transferencia de la conciencia al momento de la muerte. Esta práctica es una de los Seis yogas de Naropa. 
A través de la práctica del Phowa se aprende a transferir la propia conciencia, a través de la parte superior de la cabeza, directamente a un reino puro, evitando de esta forma alguna de las experiencias típicas que ocurren en el momento posterior a la muerte. Cuando un practicante avanzado logra con éxito las prácticas de Longde y Menngagde, él o ella se da cuenta del Cuerpo arcoíris. Desde su punto de vista, no suele ocurrir cambios. Sin embargo cuando un practicante muere y es enterrado, desde el punto de vista de un observador externo, las siguientes situaciones ocurren: el cadáver no se descompone (equivalente o similar al estado Sokushinbutsu), pero posteriormente empieza a disminuir hasta que desaparece. A veces, las uñas y el pelo se quedan atrás. (véase, por ejemplo: Togden Urgyen Tendzin, Ayu Khandro, Changchub Dorje).

## Linaje del Phowa
El Phowa, que es enseñado ampliamente en Occidente por el Lama Ole Nydahl, se origina en la tradición Longchen Nyingthig de la escuela Nyingma del Budismo Tibetano. El Longchen Nyingthig contiene enseñanzas de la tradición Maha Ati, conocidas como "La Gran Perfección".
Las enseñanzas más profundas del Maha Ati son llamadas "Nyingthig", que significa literalmente "gota del corazón". En los tiempos del tercer Karmapa, hubo un período en el que nadie de la tradición Nyingma tenía la completa experiencia de las enseñanzas para poder transmitirlas. Durante ese período fue el Karmapa quien mantuvo la transmisión para asegurar su supervivencia.
Los sostenedores del linaje del Phowa son:
- Kuntu Sangpo
- Dorje Sempa
- Garab Dorje
- Dschampel Shenyen
- Shri Singha
- Yeshe Do
- Drime Shenyen
- Guru Rinpoche
- Trisong Detsen 790-858
- Yeshe Tsogyal
- Nyang Tingdsin Sangpo
- Dangma Lhungyel Gyeltsen
- Jetsun Senge Wangtschug
- Gyelwa Shangton 1097-1167
- Khepa Nyibum 1158-1213
- Guru Tschober 1196-1231
- Trulshik Senge Gyalpa
- Melong Dorje 1243-1303
- Kumaraja 1266-1343
- Longtschen Rabjam 1308-1363
- Jigme Lingpa 1729-1798
- Jigme Gyalwe Nyugu 1765-1843
- Jamyang Khyentse Wangpo 1820-1892
- Osel Natsog Rangdrol 1842-1924
- Jigme Tenpe Nyima 1865-1926
- Jamyang Tschokyi Lodro 1893-1959
- Khyentse Do Ngag Lingpa 1910-1991

Durante las iniciaciones "Dolma Naljorma" en Rumtek en el año de 1971, el 16.º Karmapa dijo a Hannah y Ole Nydahl y al Lama Ayang Tulku que la cooperación mutua sería muy útil, siempre y cuando se mantuviera dentro de su campo de energía. Hannah y Ole Nydahl ofrecieron su apoyo al trabajo del Lama Ayang Tulku para los refugiados de la tradición Kagyu en los campos secretos del Sur de la India, y el gratamente accedió a invitarlos a ir con él. Allí el Lama Ole aprendió las enseñanzas del Phowa.
En otoño de 1987 el Lama Ole Nydahl enseñó el Phowa  a 130 amigos y por primera vez en Austria. En esos tiempos tomó 7 días a los participantes obtener las señales externas de la práctica. Hoy en día es posible obtener los mismos resultados en sólo 2 o 3 días. A menudo un tercio, o la mitad, de los participantes de estas iniciaciones tienen fuertes experiencias durante las transmisiones iniciales de la práctica (tib. Lung). De esta forma se puede decir que el campo de energía del Karmapa, desde 1971, ha crecido sobremanera en Occidente.